# استیون تیت
استیون تیت (انگلیسی: Stephen Tate) بازیگر و هنرمند تئاتر موزیکال اهل بریتانیا است.
از فیلم‌ها یا برنامه‌های تلویزیونی که وی در آن نقش داشته‌است، می‌توان به مهتاب، بله آقای وزیر، شاهد خاموش و بینوایان اشاره کرد.